# Patricia Zangaro
Patricia Zangaro (Buenos Aires, 7 de octubre de 1958) es una dramaturga argentina.

## Biografía
Se formó como actriz en la Escuela Municipal de Arte Dramático de Buenos Aires y como dramaturga con los maestros Osvaldo Dragún, Mauricio Kartun y José Sanchis Sinisterra. 
Estrenó más de veinte obras en diferentes teatros del país y del exterior y trabajó como dramaturgista en el Teatro General San Martín y en el Teatro Nacional Cervantes traduciendo y/o adaptando, entre otras obras, El Mercader de Venecia, La tempestad, Rey Lear, El luto le sienta a Electra, Don Chicho, para directores como Robert Sturua, Lluís Pasqual, Jorge Lavelli y Leonor Manso.
Dentro del género musical, creó junto a Oscar Balducci y Cecilia Rossetto el espectáculo Bola de nieve y el unipersonal Secretos a cuatro voces para Marikena Monti
En el año 2000 escribió el manifiesto dramático A propósito de la duda, que llevó a escena el director Daniel Fanego y que dio comienzo al ciclo de Teatro por la Identidad, que desde entonces acompaña la lucha de las Abuelas de Plaza de Mayo por la recuperación de sus nietos apropiados por la dictadura militar.
Ha dictado clases de dramaturgia en la Universidad Nacional del Litoral, en la Sociedad General de Autores de la Argentina (ARGENTORES), en La Casona de Barcelona y en el CELCIT. En la actualidad, dirige el posgrado en dramaturgia de la Universidad Nacional de las Artes.
Sus obras han sido traducidas al francés, inglés, portugués e italiano. 
Ha recibido, entre otros premios, el Primer Premio Municipal (Buenos Aires, 1986/87), Leónidas Barletta (Fundación Cultural Universitaria, 1991 y 1996), Trinidad Guevara (Secretaría de Cultura, Bs. As, 1996), Pepino el 88 (Instituto Nacional del Teatro, 1995/96), La Scrittura della Differenza (Napoli, Italia, 2008), Teatros del Mundo (Grupo de investigación dirigido por Jorge Dubatti, Centro Cultural Rojas, U.B.A., 1997, 2006, 2013 y 2018). 

## Obras
Obras estrenadas
- Cada sapo con su pozo (Auditorio de la Universidad de Belgrano, 1986).
- Hoy debuta la finada (Comedia de la Pcia. de Buenos Aires, 1988).
- Pascua rea (Galpón del Sur, 1991).
- Por un reino (Teatro de la Campana, 1992).
- Auto de fe… entre bambalinas (Teatro Nacional Cervantes, 1996).
- Náuseas y Variaciones en blue (Teatro Cendas, 1999).
- La boca amordazada (Teatro San Martín, 1999).
- A propósito de la duda (Centro Cultural Rojas, 2000).
- Las razones del bosque (Teatro Payró, 2002).
- Tiempo de aguas (Centro Cultural Juan L. Ortiz, Paraná, 2004).
- Una comedia bareback sobre el sida (Teatro Payró, 2006).
- Hic et nunc (Teatro del Borde, 2006).
- El confín y Última luna (Ciclo Teatro por la Identidad, Teatro Payró, 2007).
- El último verso (Ciclo Teatro por la Identidad, Teatro Nacional Cervantes, 2010).
- La complicidad de la inocencia (en co* autoría con Adriana Genta, Celcit, 2011).
- África… un continente (Teatro del Pueblo, 2011).
- Los pasos de Paloma (Centro Cultural de la Cooperación, 2012).
- El vuelo del cóndor (Ciclo Teatro por la Identidad, Teatro Nacional Cervantes, 2012).
- Dueto nocturno (Celcit, 2015).
- Tango (Teatro No Avestruz, 2015 y Nuevo Teatro Fronterizo, Madrid, 2018).

Obras publicadas
- Pascua rea, Teatro ’90 (Libros del Quirquincho, Bs.As.,1991).
- Teatro y Margen: Pascua rea, Por un reino, Auto de fe… entre bambalinas, El confín, Última luna (Ediciones Amaranta, Bs. As., 1997)
- Pâques de traînes* misère (Les Solitaires Intempestifs, Francia, 1998).
- Pour un royaume, Argentine, Ecritures dramatiques d’aujourd’hui (Ministère de Culture de France, París, 1999).
- Advientos I (El confín), Art Teatral (Cuadernos de minipiezas ilustradas, Número 12, Valencia, 1999).
- Por um reino (Universidad Federal de Minas Gerais, Brasil, 2000).
- A propósito de la duda, Teatro x la Identidad, Ciclo 2001 (Eudeba, 2001).
- A propos of doubt, Index on Censorship (Londres, 2001).
- Tiempo de aguas, Dramaturgas I (Nueva Generación, Bs. As., 2002).
- Las razones del bosque (Ed. Teatro Vivo, 2003).
- La boca amordazada, Nuevo Teatro Argentino (Ed. Interzona, 2003).
- Teatro para jóvenes: Hic et nunc y Fogata y luna (Ed. Instituto Nacional de Teatro, 2005).
- La hora nona (Revista Tramoya, México, 2006).
- Por un reino, Auto de fe… entre bambalinas, Advientos, Tiempo de aguas, La hora nona y Miscelánea (Ed. Losada, 2008).
- Tango, La scrittura della differenza (Iacobelli Edizioni, Italia, 2008).
- El último verso, Teatro x la Identidad, Ciclos 2010 y 2011 (Ministerio de Educación de la Nación, 2012).
- Dueto nocturno, Concurso Iberoamericano de Textos Teatrales, Celcit 40 aniversario (Paso de Gato, México, 2015).

- Datos: Q64769207